# No creo
"No Creo" é uma canção gravada pela artista musical colombiana Shakira, A música foi lançada como o quarto single de seu álbum de estúdio multi-platina Dónde están los ladrones? (1998) e mais tarde de sua performance acústica da música no MTV Unplugged (2000). Na música, a cantora expressa como ela não acredita em nada e nem em ninguém, exceto o namorado dela. A música faz referência a normas populares aceitas socialmente ou não aceitas, como a si própria, a sorte, Karl Marx, Jean-Paul Sartre, Marte e Venus e Brian Weiss.

## Videoclipe
O videoclipe começa em uma sala, onde Shakira salta de uma janela para uma pastagem onde pessoas excêntricas estão presentes. Ela arranha o teto de uma sala, atravessa quartos escuros, motins, através de uma sala de lavagem. O clipe também está presente em seu sucesso, "Ciega, Sordomuda", que, portanto, provocou rumores de que algumas cenas foram filmadas de trás para frente com "Ciega, Sordomuda".

## Faixas
Estados Unidos CD single
1. "No Creo" (En Vivo) (MTV Unplugged) – 4:10
2. "No Creo" – 3:53

## Desempenho nas tabelas musicais

### Paradas semanais
| Chart (1999-2000)                            | Maior posição |
| -------------------------------------------- | ------------- |
| Estados Unidos (Billboard Latin Pop Airplay) | 2             |
| Estados Unidos (Billboard Hot Latin Songs)   | 9             |